# Utilisation d'outils chez les animaux

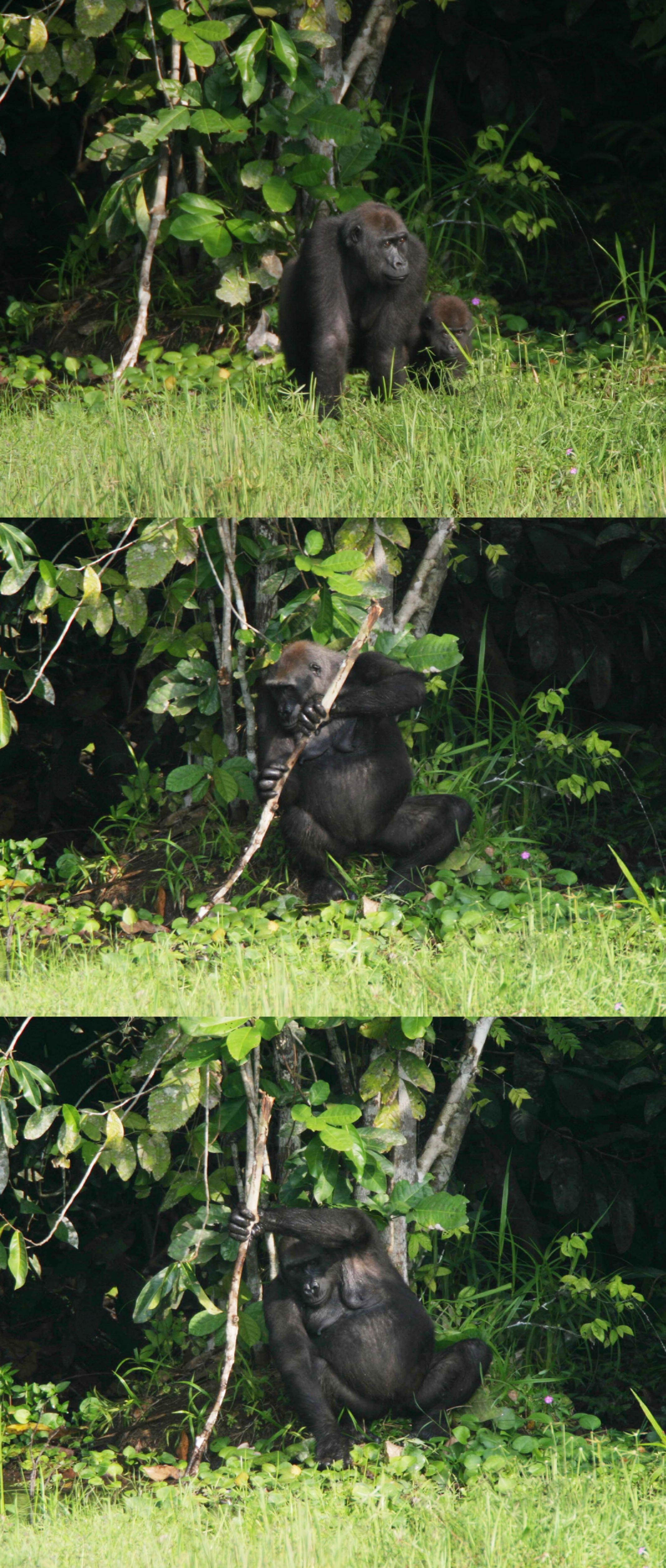
Une femelle gorille s'aidant d'un bâton pour se stabiliser dans une zone marécageuse afin de ramasser de sa main libre des herbes aquatiques.

L'utilisation d'outils chez les animaux est un comportement identifié chez certains animaux susceptibles d'employer des objets à des fins de recherche de nourriture et d'eau, de toilettage, de défense ou d'agression, de jeu ou de construction.
Longtemps considérée comme une faculté spécifique de l'Homme, l'utilisation délibérée d'outils par les autres animaux est apparue dans la littérature éthologique essentiellement depuis les années 1960, ces découvertes ayant révolutionné le regard humain sur la cognition animale. L'utilisation d'outils chez les animaux non-humains se révèle n'être pas seulement une faculté acquise mais est parfois génétiquement pré-programmée.

## Terminologie
Un débat persiste sur la définition de l'outil, les animaux étant censés employer des objets de leur environnement naturel en guise d'outils rudimentaires. Toutefois, il est généralement admis que les animaux utilisent de vrais outils, selon les trois conditions édictées par le biologiste Benjamin B. Beck pour satisfaire à la définition d'un « outil ». Ainsi, « l'objet doit être détaché de son substrat et se trouver à l'extérieur du corps de l'utilisateur », « l'utilisateur de l'outil doit le tenir ou le porter au moment de son usage ou juste avant et il doit l'orienter correctement par rapport au but » et « la mise en œuvre d'un outil doit comporter un changement dans la forme, dans la position ou dans la condition d'un autre objet, d'un autre organisme ou de l'utilisateur lui-même ».
Les éthologues distinguent également le proto-outil défini comme un instrument utilisé, tel un rocher ou une surface dure, qui n'est pas détaché de son environnement ou manipulé physiquement par l'animal. Les oiseaux qui font tomber une noix ou des os sur une pierre (corneilles, gypaète barbu, vautour égyptien), la loutre de mer qui se sert d'une pierre comme une enclume pour briser des moules, utilisent des proto-outils. Certains animaux (notamment ceux en captivité sur lesquels de nombreux tests de cognition sont expérimentés) utilisent des méta-outils, ustensiles qui servent à fabriquer ou à obtenir un autre outil avec lequel la tâche est exécutée. Ainsi, les chimpanzés sont capables de façonner des bâtons qu'ils appointissent en lance afin de chasser leurs proies.

## Utilisation d'outils

### Chez les mammifères
- Les castors coupent des branches qu'ils utilisent pour construire des barrages ainsi que leur abri.
- Les éléphants utilisent des branches pour se gratter, frotter et nettoyer des zones de leur corps inaccessibles malgré leur trompe.
- De nombreuses espèces de grands singes utilisent des rochers ou excréments pour se défendre en les jetant sur leur agresseur.
- Certaines espèces de loutre utilisent des galets pour briser la coquille des coquillages

### Chez les oiseaux
Le pinson pic (Camarhynchus pallidus), une des espèces de pinsons des Galápagos décrites par Charles Darwin, se sert d'épines de cactus pour extraire de sous l'écorce des arbustes les larves et insectes dont il se nourrit. Il est capable de sélectionner la taille de l'épine afin d'arriver à ses fins[réf. souhaitée].
Les corbeaux (et plus généralement le genre Corvus) sont réputés pour la fabrication et l'utilisation d'outils. À l'état naturel pour certaines espèces comme le corbeau calédonien, ou en laboratoire, les corbeaux montrent une inventivité et une capacité d'adaptation rarement observée chez les autres espèces animales.
Le Héron vert (Butorides virescens) pêche parfois en plaçant à la surface de l'eau un appât ou un leurre (morceau de pain, grillon, ver de terre, brindille, mousse, polystyrène, duvet, etc.). L'oiseau saisit l'appât avec son bec, le laisse tomber dans l'eau et le reprend de nombreuses fois, jusqu'à ce qu'une proie soit attirée par les mouvements à la surface de l'eau. Il peut même repositionner l'appât à la surface de l'eau. Les adultes sont plus doués pour pêcher avec un appât que les jeunes.
Le gypaète barbu peut utiliser des pierres pour briser les os de ses proies.
Le percnoptère peut se nourrir d'œufs dont il brise la coquille (œufs d'autruche en Afrique : il utilise des cailloux de 100 à 300 grammes pour briser la coquille).

### Chez les poissons
Des plongeurs ont observé des Labres faire usage de bloc de rocher contre lequel ils frappent une palourde maintenue dans leur bouche. Des chercheurs ont également publié à ce sujet dans la revue Coral Reefs.
Des scientifiques estiment également que les toxotes utilisent l'eau comme un outil afin de déplacer du sable ou pour chasser.
Le médague défense utilise la paroi d’un corail pour ouvrir des palourdes[source insuffisante]

### Chez les invertébrés

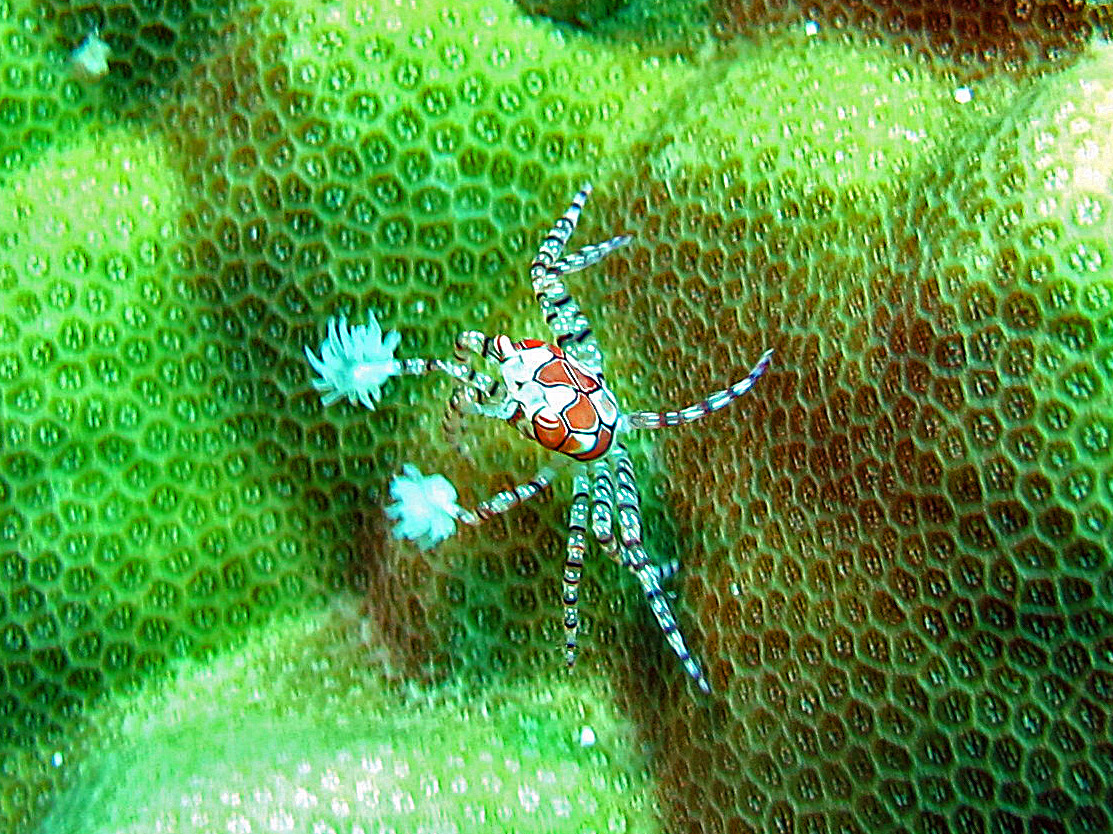
Un crabe boxeur brandissant ses anémones.

Le poulpe Amphioctopus marginatus est réputé pour stocker et assembler des coquilles de noix de coco vides afin de les utiliser comme abri contre les prédateurs.
Le crabe boxeur brandit des anémones urticantes pour impressionner ses agresseurs.